# Thecla atesa
Thecla atesa är en fjärilsart som beskrevs av William Chapman Hewitson 1867. Thecla atesa ingår i släktet Thecla och familjen juvelvingar. Inga underarter finns listade i Catalogue of Life.